# Evelyn Tubb
Pour les articles homonymes, voir Tubb.
Evelyn Tubb est une soprano, membre de longue date de l'ensemble musical The Consort of Musicke (en) et l'une des spécialistes mondiales les plus reconnues en matière de musique ancienne, renommée pour ses interprétations innovantes et originales.

## Biographie
Originaire de l'Île de Wight, elle a étudié le piano, la trompette, le violon et le chant. Elle poursuit son entraînement vocal auprès de Jessica Cash après avoir obtenu l'Associate and Graduate Diploma de la Guildhall School of Music and Drama. Elle est membre de The Consort of Musicke depuis 2004. 
Elle enseigne également à la Schola Cantorum de Bâle à Bâle en Suisse, et présente des classes de maître dans le monde entier.

## Discographie
- Dido and Aeneas (Edition Lilac CD, 2004)
- Ordo Virtutum (Etcetera Record Company BV CD 1995 KTC 1203; également en VHS, 1997)
- Hildegard von Bingen In Portrait (double  DVD OA 0874 D, publié par la BBC Opus Arte, 2003)